# Lisztomania
Lisztomania je film režiséra Kena Russella z roku 1975 inspirovaný životem Franze Liszta.
Lisztomania zobrazuje okázalého Franze Liszta jako první klasickou popovou hvězdu. Liszta zde hraje Roger Daltrey (z The Who). Film byl dán do distribuce ve stejném roce jako Tommy, ve kterém hrál Daltrey titulní roli a byl také režírován Russelem. Film je inspirovaný knihou Nélida od Marie d'Agoult, Lisztovy partnerky.
Termín "Lisztomania" poprvé použil německý romantický spisovatel Heinrich Heine, aby jím popsal silnou odezvu veřejnosti na Lisztova klavírní vystoupení. Na těchto vystoupeních údajně ženy křičely a obecenstvo mělo pouze místa k stání.
Hudbu k Lisztomanii složil Rick Wakeman (z Yes), který ve filmu hrál severského boha hromu Thóra. Daltrey a Russel napsali k hudbě texty a Daltrey pak soundtrack nazpíval.
Ve filmu se objevil také Ringo Starr (z The Beatles), který hrál papeže.